# Rhea Perlman
Rhea Perlman, född 31 mars 1948 i Brooklyn, New York, är en amerikansk skådespelare. 
Perlman är för en svensk publik mest känd för rollen som "Carla Tortelli" i TV-serien Skål. Hon har vunnit fyra Emmy Awards för denna roll.
Perlman är gift med, men separerad från, skådespelaren Danny DeVito. Paret har tre barn.

## Filmografi (urval)
- 1982-1993 - Skål (TV-serie)
- 1993 – Rex och hans vänner (röst)
- 1995 – Canadian Bacon
- 1996 – Matilda
- 1996 – Carpool
- 1998 – Houdini - en flört med döden
- 2008 – Beethovens stora genombrott
- 2012 – Mitt längtande hjärta
- 2014–2015 – The Mindy Project (TV-serie)
- 2016 – Mom (TV-serie)
- 2016 – Sing (röst)
- 2023 – You People (TV-serie)
- 2023 – Barbie
- 2025 – Too Much (TV-serie)